# Head of the Class
Head of the Class ist eine amerikanische Sitcom von Amy Pocha und Seth Cohen, die am 4. November 2021 auf dem Streamingdienst HBO Max veröffentlicht wurde. Sie basiert auf der gleichnamigen Serie von Rich Eustis und Michael Elias, die von 1986 bis 1991 lief. Im Dezember 2021 wurde die Serie nach einer Staffel abgesetzt.

## Besetzung und Charaktere
- Isabella Gomez als Alicia Gomez, eine neue junge Lehrerin der Honours-Debatte-Klasse an der Meadows Creek High School mit einer ähnlichen Persönlichkeit wie Charlie Moore, eine Geschichtslehrerin, die in der Originalserie die Honours-Debatte-Klasse an der Millard Fillmore High School unterrichtete.
- Dior Goodjohn als Robyn Rook, Kapitän des Debattierteams und heimlicher Gamer.
- Gavin Lewis als Luke Burrows, Mitglied des Debattenteams, das von Wirtschaft und Politik besessen ist.
- Adrian Matthew Escalona als Miles Alvarez, Lukes bester Freund und Mitglied des Debattenteams, der gerne singt.
- Brandon Severs als Terrell Hayward, Sohn von Darlene Merriman (Robin Givens) aus der Originalserie von „Head of the Class“, Mitglied des Debattenteams und Schwimmer.
- Jolie Hoang-Rappaport als Makayla Washington, Mitglied des Debattenteams, das sich sehr für große gesellschaftliche Themen interessiert.
- Jorge Diaz als Elliot Escalante, ein Englischlehrer an der Meadows Creek High School
- Katie Beth Hall als Sarah Maris, Tochter der Schulleiterin Maris, Schülerin der Meadows Creek High School und Schwimmerin. Mit Terrell verbindet sie eine enge Freundschaft. Sie zögert zunächst, am Debattierkurs teilzunehmen, schließt sich aber schließlich dem Team an.

### Wiederkehrend
- Christa Miller als Schulleiterin Maris, die Schulleiterin der Meadows Creek High School und Sarahs Mutter

### Besonderer Gaststar
- Robin Givens als Darlene, Terrells Mutter und Co-Vorsitzende der Elternvereinigung an der Meadows Creek High School. Ähnlich wie ihr Sohn war Darlene selbst eine Honours-Schülerin, da sie in der Originalserie am Individualized Honours Program der Millard Fillmore High School teilgenommen hatte.

- Weitere Filmlinks:
- IMDb: Link |
- Schnittberichte: Link |
- bearbeiten